# Franck Nouchi
Pour les articles homonymes, voir Nouchi.
Franck Nouchi, né le 29 décembre 1956 à Oran (Algérie), est un journaliste français.

## Biographie
Après une formation en médecine au CHU Cochin-Port-Royal, il couvre l'actualité médicale pour le journal Le Monde entre 1985 et 1994. Il est le premier, dès 1983, à avoir alerté sur le risque transfusionnel chez les hémophiles. En 1991, avec d’autres journalistes, il contribue à la mise au jour de nombreux dysfonctionnements dans l’affaire du sang contaminé. Il a également contribué à établir le fait que le virus du sida avait été découvert en France, à l’Institut Pasteur, et non pas aux États-Unis, par Luc Montagnier.
Il est ensuite promu chef du service Société, puis rédacteur en chef jusqu'en 1999.
En 2000, il devient directeur des Cahiers du cinéma, et président du directoire des Éditions de l'Étoile. En 2003, il est nommé directeur adjoint de la rédaction du Monde aux côtés d'Edwy Plenel. Il a aussi été directeur du Monde des Livres de 2005 à 2007, puis il a dirigé le magazine du Monde. Il rejoint ensuite la rédaction en chef du Monde, où il publie chaque jour une chronique.
En 2013, il se propose à la succession d'Érik Izraelewicz à la direction du journal. Il impulse la même année la création du Prix littéraire du Monde puis celle en 2014 du Monde Festival. Après avoir été le médiateur de ce quotidien, il devient en novembre 2019 rédacteur en chef des pages Idées-Débats. Depuis 2021, il est à nouveau directeur adjoint du journal.

## Ouvrage
- Franck Nouchi, Le cerveau de Voltaire, Paris, Flammarion, 2012, 221 p. (ISBN 978-2-08-125760-3)
- Franck Nouchi et Phiippe Sollers, Contre-attaque, Paris, Grasset, 2016, 240 p.  (ISBN 9782246861348)